# Мешковина

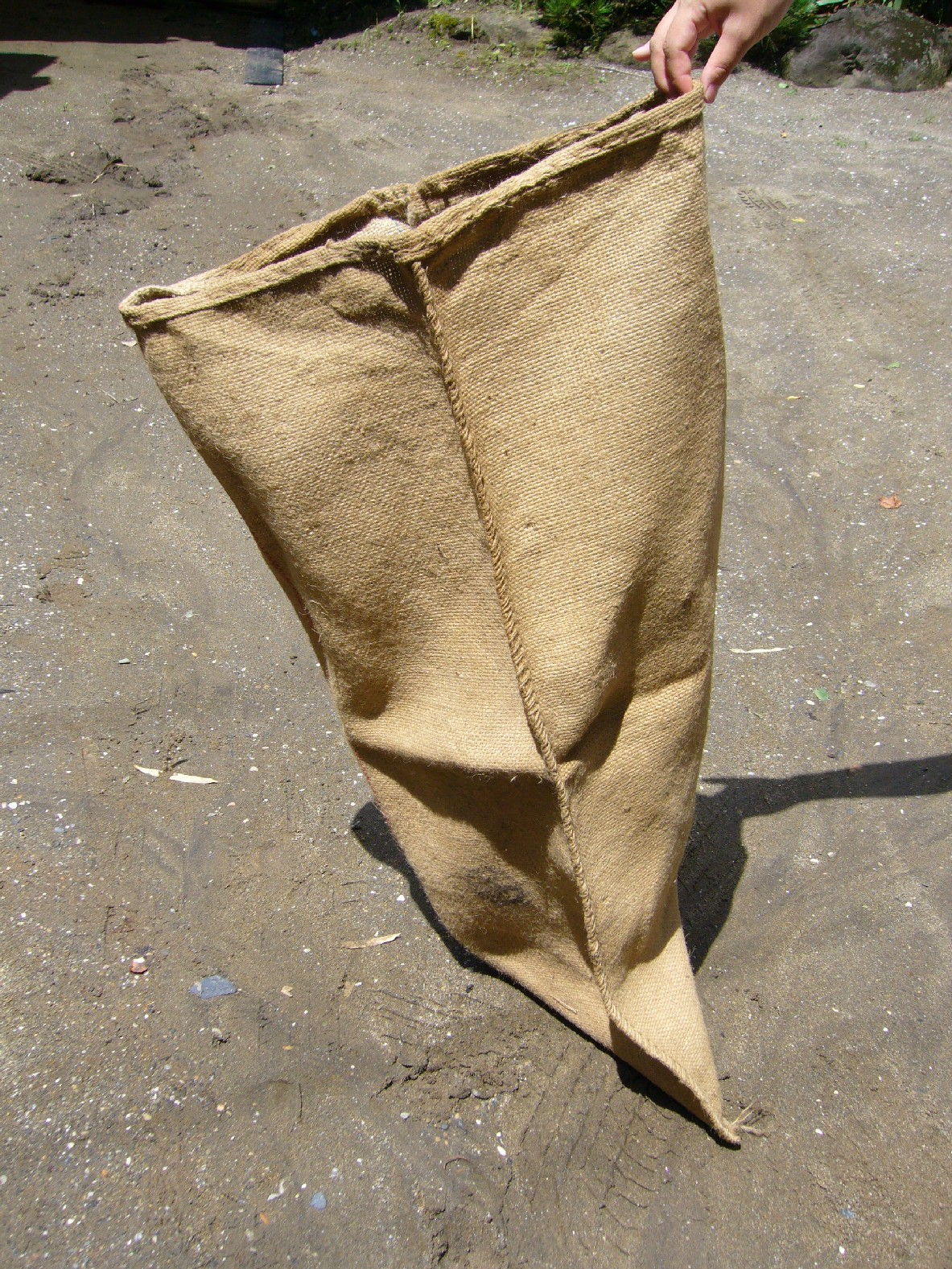
Мешок из мешковины.

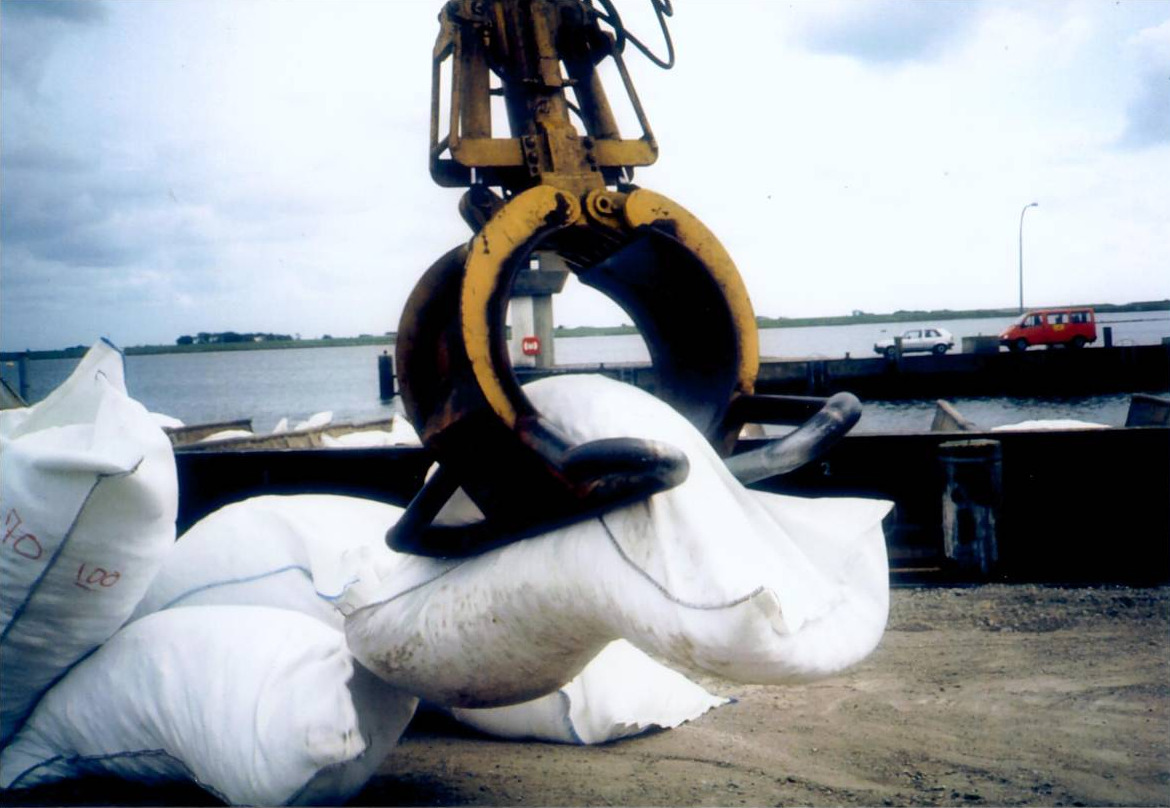
Мешки из химической мешковины (нетканного геотекстиля) прочнее мешков из тканых материалов той же толщины.

Мешкови́на — грубая прочная ткань (дерюга), вырабатываемая из толстой пряжи полотняным переплетением нитей (см. холст) из различного волокна, классического и химического происхождения, для мягкой тары. 

## История
Пряжа для мешковины изготовляется из грубостебельных (жёстких лубяных) волокон классического происхождения: джута, кенафа, канатника, конопли и тому подобное, и химического происхождения. Мешковина используется для изготовления мешков, грубой одежды, грубых фильтров для воды и технических жидкостей, и как упаковочная ткань.
Мешковина изготавливается из конопли (пеньки) — материала, из которого производят крепкие веревки и канаты. Холст из этого прочного натурального волокна обладает однородным тканым рисунком с ярко выраженной фактурой. Она заметно доминирует над другими элементами живописи. Это идеальная основа для работы в стиле энергичного и пастозного нанесения красок. Просветы между нитями джутового холста широкие, поэтому грунтовать его приходится иногда дважды.
По определению Владимира Ивановича Даля мешковина — это «грубый холст из выческов, на мешки». Другое название мешковины — реднина или ряднина, но реднина более тонкая и изготовляется в основном из волокон пеньки и льна. Реднину применяют в том числе в швейном и мебельном производствах.
Как и власяница, мешковина является символом скорби, раскаяния и приниженности.